# دهستان تنگ نارک
دهستان تنگ نارک نام یکی از دهستان های استان فارس و شهرستان خنج می‌باشد. مرکز این دهستان روستای بیغرد می باشد.
این دهستان در بخش مرکزی شهرستان خنج واقع شده‌است.